# MED18
MED18‏ (Mediator complex subunit 18) هوَ بروتين يُشَفر بواسطة جين MED18 في الإنسان.